# Асен Георгиев (футболист)
Вижте пояснителната страница за други личности с името Асен Георгиев.
Асен Кирилов Георгиев е български футболист, защитник. Юноша на Левски (София). Играе за Септември (София).

## Кариера
Асен Георгиев е юноша на Левски (София). Отбелязва неофициалния си дебют за отбора през октомври 2010 г. в контрола срещу Черноморец (Бургас), при която получава тежка контузия. Георгиев е резерва и в мача за Лига Европа срещу белгийския Гент завършил 3:2 за „сините“, но така и не влиза в игра. През лятото на 2011 г. е взет от треньора Георги Иванов в първия състав на подготовка в Австрия.
На 15 май 2019 година Асен Георгиев печели Купата на България с отбора на Локомотив (Пловдив).